# Receptores acoplados à proteína G com produção de AMP cíclico

## Receptores acoplados à Proteína G com produção de AMPc
Os receptores acoplados à proteína G (GPCR’s) são responsáveis pela grande maioria das respostas celulares a hormônios e neurotransmissores, bem como pelos sentidos da visão, olfato e paladar. São membros de uma ampla família de receptores serpentina que transpassam a membrana celular  7 vezes e são alvos comuns para a formulação de fármacos pela indústria farmacêutica. Cada vez mais tem sido percebido que a regulação e sinalização desses receptores são muito mais complexas do que originalmente previsto, incluindo vias independentes através da proteína G . Recentes análises do genoma humano demonstraram a existência de aproximadamente 800 únicos GPCRs, dentre os quais aproximadamente 460 são receptores olfatórios. Baseado na similaridade dos segmentos desses receptores, eles podem ser organizados em 5 famílias: da Rodopsina (701 membros), dos receptores de adesão (24 membros), dos receptores frisados ou ligados ao paladar (24 membros), do glutamato (15 membros) e da secretina (15 membros).
Os GPCRs têm uma estrutura bastante semelhante, com uma extremidade extracelular aminoterminal e uma carboxiterminal intracelular. Os segmentos transmembrana apresentam bastante homologia entre os diversos receptores. As estruturas com maior diversidade são as extremidades amino e carboxiterminal e os segmentos TM5 e TM6. A sequência com maior variabilidade estrutural é a aminoterminal,  a qual é pequena (10 a 50 aminoácidos) para receptores de monoaminas e peptídeos e muito maior (350 a 600 aminoácidos) para receptores de hormônios glicoproteicos e os da família do glutamato e, principalmente, dos receptores de adesão.
A diversidade de ligantes naturais dos GPCRs é muito grande, variando de partículas subatômicas (fótons) a íons (H+, Ca++) e pequenas moléculas orgânicas, como peptídeos e proteínas. Seus locais de ligação também são bem determinados: enquanto pequenos agonistas orgânicos se ligam aos segmentos transmembrana, hormônios peptídicos e proteínas se ligam preferencialmente à extremidade aminoterminal e às sequências extracelulares dos domínios transmembrana. No entanto, o tamanho molecular não é o critério para definição do local de ligação. Os hormônios glicoproteicos, glutamato e Ca2+ se ligam preferencialmente aos domínios aminoterminais grandes .

### Ativação do receptor
Os receptores acoplados às proteínas G (GPCRs) podem ser ativados por ligantes como, por exemplo, hormônios, neurotransmissores, fatores de crescimento, odorantes e fótons de luz. Uma vez ativada, a proteína G intermedeia o processo de sinalização que é iniciado com a ativação do respectivo GPCR e termina com a resposta mediada pela ação de moléculas efetoras que incluem canais iônicos e enzimas que geram segundos mensageiros, como, por exemplo, a adenililciclase, a enzima que gera o segundo mensageiro AMP cíclico. Tais receptores compartilham uma estrutura comum caracterizada por sete domínios transmembranas, e uma característica funcional que é a ativação da proteína G dependente da ligação do agonista ao GPCR. Diferentes classes de GPCRs ligam-se exclusivamente ou preferencialmente a uma proteína G específica. Diferenças na estrutura e na sequência dentre os diversos GPCRs possivelmente contribuem para diferenças no reconhecimento de um ligante e no acoplamento específico a uma determinada proteína G.
	Um modelo largamente divulgado a respeito do mecanismo funcional dos GPCRs sugere que os mesmos são proteínas dinâmicas, apresentando conformações diferentes que conseqüentemente podem ou não favorecer o acoplamento da respectiva proteína G. De acordo com este modelo, a ligação de um hormônio agonista estabilizaria a conformação que favorece a ligação com a proteína G, ativando, desta forma, o receptor.

### Mecanismo de transdução
As proteínas G agem como interruptores, ou timing switches. Neste sentido, quando o GDP ligado às sub-unidades α β γ está presente, a sub-unidade α está associada com o dímero βγ, o mecanismo de transdução de sinal está "desligado" e a interação com o efetor não se concretiza.
Os GPCR são as primeiras estruturas envolvidas na transdução celular. Logo após a interação do primeiro mensageiro com o GPCR, são vistas mudanças conformacionais na estrutura deste último, iniciando o ciclo de atividade da proteína G. A cascata de ativação intracelular inicia sua dinâmica graças à ação de uma proteína auxiliar chamada fator de troca de guanosina (guanosine nucleotide exchange factor - GEF) que desloca o GDP e dá lugar à ligação do GTP, configurando o estado ativo dessa proteína. Assim, a subunidade α dissocia-se do dímero βγ e inicia cascatas de sinalização intracelular. Isso resulta na ativação de efetores, tais como: adenilatociclases, pequenas GTPases, fosfolipases e cinases, em última análise podendo regular a expressão de genes envolvidos na sobrevivência, proliferação, diferenciação e outros processos celulares. Esse estado de ativação é mantido graças à ação da proteína inibidora da dissociação de guanina (guanine nucleotide dissociation inhibitor - GDI), que mantém o GTP ligado e a proteína ativa pelo tempo necessário .
	Mesmo as sub-unidades βγ também podem modular a atividade de determinados efetores. Uma atividade intrínseca da GTPase da sub-unidade α funciona como um regulador de tempo de reação, fazendo com que o GDP seja novamente formado e que a sub-unidade α reassuma sua conformação "desligada". Finalizando o ciclo, o heterotrímero α β γ  se associa novamente, aguardando que o receptor seja mais uma vez ativado para dar início a um novo ciclo.

### Sinalização Proteína G-dependente
Existem três principais vias de sinalização da proteína G, mediadas por quatro isoformas de proteínas G distinguidas umas das outras por homologia de sequência, em relação a subunidade α, sendo as três principais: Gs,  Gq e Gi. Cada isoforma de proteína G consiste de múltiplas proteínas, cada uma sendo produto de múltiplos genes e/ou variações gênicas, que podem transmitir-lhes diferenças no que diz respeito às propriedades de sinalização.
Proteína Gs
A proteína Gs (estimulatória), que ativa a adenilatociclase – enzima intracelular aderida à membrana plasmática que catalisa a formação de 3’-5’ adenosina monofosfato cíclico (AMPc) a partir do trifosfato de adenosina (ATP) – está relacionada com o aumento da resposta celular. Assim, após a formação do complexo ligante/GPCR, a subunidade α da proteína Gs, que interage com o nucleotídeo guanílico, catalisa a troca de GDP por GTP, assumindo a forma ativa dessa isoforma. A porção α da proteína desloca-se então do dímero βγ e ativa a adenilatociclase, resultando no aumento substancial da concentração de AMPc.
O aumento na concentração de AMPc intracelular (na ordem de 10 nM) culmina na ativação da proteína cinase dependente de AMPc (PKA). Essa enzima é composta por duas subunidades: uma reguladora (R), com alta afinidade pelo AMPc, e uma catalítica (C). Na ausência de AMPc, a subunidade C é inativada pela formação de um complexo tetramérico R2C2. A ligação do AMPc à subunidade R induz mudanças conformacionais que resultam na dissociação da enzima inibida e consequente ativação da PKA, que em seguida pode fosforilar diversas estruturas intracelulares, obtendo uma resposta específica ao estímulo agonista.
Proteína Gq
A proteína Gq está envolvida na ativação da enzima fosfolipase C, que assim como a adenilatociclase participa da formação de segundos mensageiros. Depois de ativada, ela degrada o fosfatidilinositol 4,5 bifosfato (PIP2), presente na membrana, em 1,4,5 trifosfato de inositol (IP3) e 1,2 diacilglicerol (DAG). Estes são os dois segundos mensageiros envolvidos nas respostas fisiológicas mediadas pela proteína Gq.
O IP3, dada sua estrutura hidrossolúvel, migra pelo citosol e se liga a receptores específicos de IP3 no retículo endoplasmático e mitocôndrias, promovendo a liberação do íon Ca+2 no citosol e aumentando a concentração desse íon de forma brusca até cerca de 10-6 M. O íon cálcio funciona como um terceiro mensageiro que desencadeia respostas intracelulares, como exocitose nos neurônios e nas células endócrinas, contração muscular e rearranjos do citoesqueleto durante os movimentos amebóides.
O DAG fica associado à membrana plasmática devido à sua estrutura hidrofóbica, tendo a função de ativar a proteína cinase C (PKC), uma enzima ligada à membrana plasmática que promove a fosforilação de radicais em diversas proteínas intracelulares.
Proteína Gi
	A proteína Gi (inibitória) inibe a atividade da enzima adenilato ciclase. Essa isoforma, relacionada com a diminuição da resposta celular, é responsável pela mediação dos efeitos inibitórios de receptores nessa via.

### Transdução de sinal/AMPc
O mecanismo da transdução do sinal celular consiste de fosforilações e defosforilações sequenciais dos resíduos das proteínas intracelulares. Esses eventos ocorrem após a ligação dos hormônios aos seus receptores de membrana, que vão ativar as proteínas G e gerar um segundo mensageiro, tais como AMPc, diacilglicerol, ou íons cálcio. A adenilil ciclase é uma glicoproteína transmembrana que catalisa ATP para formar AMPc com a ajuda de cofator Mg2+ ou Mn2+. O AMPc produzido é um segundo mensageiro no metabolismo celular e um ativador alostérico da proteína quinase A (PKA).
A ativação da PKA pelo AMPc leva a fosforilação de resíduos de serina em outras proteínas na cascata de sinalização. A fosforilação consiste na transferência de um grupo fosfato, a partir do trifosfato de adenosina, para resíduos específicos de aminoácidos, usualmente serina, mas algumas vezes também treonina ou tirosina. A fosforilação é determinada pela atividade das enzimas quinases protéicas, e a desfosforilação pelas fosfoproteínas fosfatases.
A proteína quinase A consiste de quatro subunidades, duas subunidades catalíticas e um dímero regulatório, o qual se liga à molécula de AMPc. Desta forma, ocorre a dissociação da proteína quinase, ou seja, separação da subunidade regulatória da catalítica. A subunidade ativa da proteína quinase catalisa a fosforilação de certas proteínas intracelulares (fatores de transcrição) que atuam na ativação e inativação gênica. O exato mecanismo pelo qual as proteínas fosforiladas ativam a transcrição gênica ainda não está bem estabelecido. A AMPcfosfodiesterase é uma enzima que pode degradar o AMPc em 5'-AMP, o que determina o fim da sinalização.

### Mecanismos que levam ao término da resposta induzida por AMPc
regulação negativa da proteína cinase A ocorre através de um mecanismo de retroalimentação (feedback): um dos substratos que é ativado pela quinase é uma fosfodiesterase, que converte rapidamente AMPc em AMP, reduzindo assim a quantidade de AMPc disponível. Assim, a PKA é controlada pelo AMPc. Além disso, a própria subunidade catalítica pode ser regulada pela fosforilação.
A subunidade α Gs catalisa lentamente a hidrólise de GTP para o GDP, o que desativa a proteína Gs, fechando o caminho do AMPc. A via também pode ser desativada diretamente na cascata por inibição da adenilil ciclase. As moléculas que inibem a via de AMPc incluem:
- AMPcfosfodiesterase: desfosforila AMPc em AMP, havendo a redução da concentração de AMPc.
- Proteína Gi: inibe a adenilil ciclase, reduzindo a quantidade de AMPc.
Há ainda um estudo que mostra que o tratamento de longo prazo com uma baixa concentração de H2O2 conduz à ativação de vias de sinalização envolvendo cinases reguladas por sinal extracelular, proteína ribossomal S6 cinase, proteína cinase D (PKD) que aumentam o AMPc,  ligando-se ao elemento de resposta às proteínas (CREB) sem a necessidade de haver a fosforilação em serina (Ser) 133,  em cardiomiócitos.